# Harrison Ingram
Harrison Claiborne Ingram (Dallas, Texas; 27 de noviembre de 2002) es un baloncestista estadounidense que pertenece a la plantilla de los San Antonio Spurs de la NBA, con un contrato dual que le permite además jugar con su filial en la G League, los Austin Spurs. Con 2,01 metros de estatura, juega en la posición de alero o ala-pívot.

## Trayectoria deportiva

### Universidad
Jugó dos temporadas con los Cardinal de la Universidad Stanford, en las que promedió 10,5 puntos, 6,2 rebotes y 3,4 asistencias por partido. En su primera temporada fue elegido freshman del año de la Pac-12 Conference. Tras esas dos temporadas, Ingram decidió dejar Stanford y fue incluido en el portal de transferencias de la NCAA.
Fue finalmente transferido a los Tar Heels de la Universidad de Carolina del Norte en Chapel Hill, donde jugó una temporada, en la que promedió 12,2 puntos, 8,8 rebotes y 2,2 asistencias por partido. Fue incluido en el tercer mejor quinteto de la Atlantic Coast Conference. Después de la conclusión de la temporada, se declaró elegible para el draft de la NBA de 2024, renunciando a su elegibilidad universitaria restante.

#### Estadísticas
| Año     | Equipo         | PJ  | PT | MPP  | %TC  | %3P  | %TL  | RPP | APP | ROB | TPP | PPP  |
| ------- | -------------- | --- | -- | ---- | ---- | ---- | ---- | --- | --- | --- | --- | ---- |
| 2021–22 | Stanford       | 32  | 30 | 31.1 | .388 | .313 | .663 | 6.7 | 3.0 | .9  | .3  | 10.5 |
| 2022–23 | Stanford       | 33  | 32 | 27.9 | .408 | .319 | .598 | 5.8 | 3.7 | .8  | .5  | 10.5 |
| 2023–24 | North Carolina | 37  | 36 | 32.8 | .430 | .385 | .612 | 8.8 | 2.2 | 1.4 | .4  | 12.2 |
| Total   | Total          | 102 | 98 | 30.7 | .410 | .345 | .624 | 7.2 | 2.9 | 1.0 | .4  | 11.1 |

### Profesional
El 27 de junio fue elegido en la cuadragésimo octava posición del Draft de la NBA de 2024 por los San Antonio Spurs, franquicia con la que firmó un contrato dual el 29 de julio.

## Estadísticas de su carrera en la NBA

### Temporada regular
| Año     | Equipo      | PJ | PT | MPP | %TC  | %3P  | %TL | RPP | APP | ROB | TPP | PPP |
| ------- | ----------- | -- | -- | --- | ---- | ---- | --- | --- | --- | --- | --- | --- |
| 2024-25 | San Antonio | 5  | 0  | 7.0 | .500 | .000 | -   | 1.8 | .6  | .6  | .0  | .8  |
| Total   | Total       | 5  | 0  | 7.0 | .500 | .000 | -   | 1.8 | .6  | .6  | .0  | .8  |